# Jörn Röver

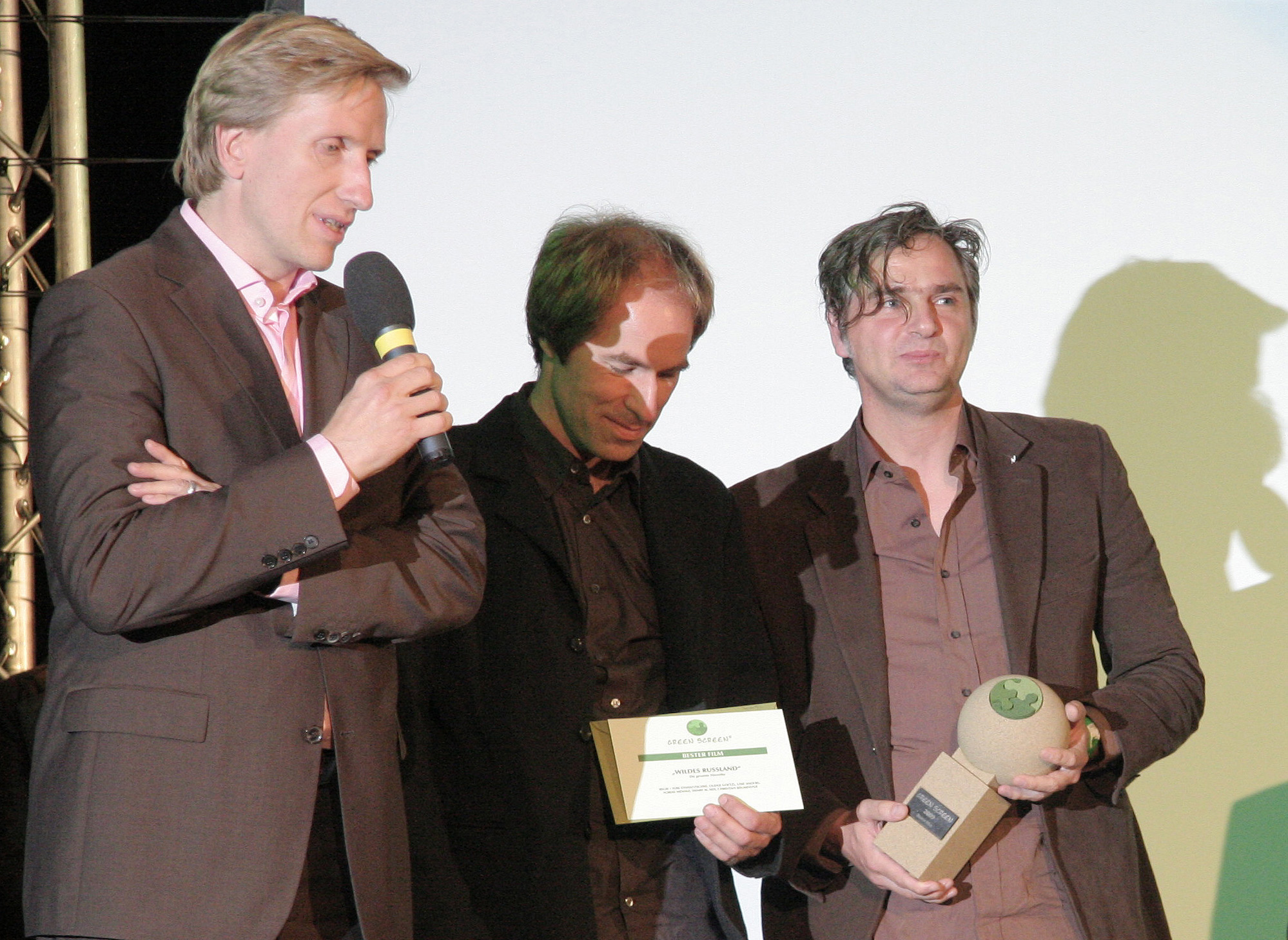
Links Jörn Röver mit Ivo Nörenberg und Oliver Goetzl (2009)

Jörn Röver (* 17. September 1965 in Düsseldorf) ist ein deutscher Produzent und Autor von Naturfilmen für Fernsehen und Kino, Geschäftsführer der Doclights GmbH sowie Betreiber der Video-on-Demand-Plattform Tierwelt live.

## Leben
Röver wuchs in Düsseldorf, Köln und Neuss auf. Er studierte Biologie an der Justus-Liebig-Universität in Gießen und an der Ludwig-Maximilians-Universität in München. Nach seinem Diplom-Abschluss (Hauptfächer Zoologie und Ökologie) absolvierte er die 32. Kompaktklasse der Deutschen Journalistenschule (DJS) in München. Neben der Ausbildung schrieb er Artikel für die Süddeutsche Zeitung und die Stuttgarter Zeitung.
Von 1995 bis 2001 arbeitete er beim ZDF in Mainz als Autor und Regisseur für die Sendungen „Praxis – Das Gesundheitsmagazin“, „Aktion Mensch“ und „tele zoo“. Für seinen tele zoo-Beitrag „Grube Messel“ erhielt er den Hans-Hass-Preis des Biovision Festivals in Düsseldorf. Ab 1997 war er fester Autor und Redakteur für den „tele zoo“ (Moderation: Nina Ruge) und die Primetime Tierfilmreihe Naturzeit. Er betreute und bearbeitete in dieser Zeit über 100 Tierfilme. Im Jahr 2000 liefen seine Produktion „Moa – Das Geheimnis der Riesenvögel“ (Buch und Regie), sowie „Die Nacht der Tierfilmer“ (Buch und Moderation). Seit 1998 erstellte er auch deutsche Fassungen für die ZDF-Serie „Wunderbare Welt“ (Moderation: Hanns Joachim Friedrichs).
2001 übernahm Jörn Röver die Leitung des NDR Naturfilm im Studio Hamburg und produzierte die Filme der Sendereihe „Tierwelten“ im NDR sowie der Expeditionen ins Tierreich für Das Erste. 2010 wurde er Geschäftsführer der neu gegründeten Doclights GmbH.
Neben dem TV-Geschäft entwickelt Jörn Röver auch Naturfilme fürs Kino – als Produzent und zum Teil als Autor. Darunter sind u. a. „Knut und seine Freunde“, „Serengeti“, „Russland“, „Das grüne Wunder – Unser Wald“ und „Die Nordsee – Unser Meer“.
2013–2015 war Jörn Röver Initiator und Herausgeber der Naturzeitschrift „Tierwelt live“ im Verlag Inspiring Network. Seit 2015 verantwortet er eine Video-App für Smart TV Fernseher unter derselben Marke. Seit September 2017 ist er Herausgeber der Online-VoD-Plattform Tierwelt live.
Jörn Röver lebt in Hamburg, ist verheiratet und hat zwei Kinder.
2016 war Röver Jurymitglied beim Wildscreen Festival, ein internationales Festival, das die besten Tier- und Naturfilme mit dem Panda Award auszeichnet.

## Filmografie (Auswahl)
Als Autor und Regisseur:
- Grube Messel
- Moa – Das Geheimnis der Riesenvögel
- Wilde Heimat
- Russland – Im Reich der Tiger, Bären und Vulkane
- Die Nordsee – Unser Meer

Als Redakteur
- tele zoo
- Naturzeit
- Tierwelt live

Als Produzent / teilweise Autor
- 2002: Das Geheimnis des Salamanders (Regie: Jan Haft und Christian Roth)
- 2003: Tiere des Teufels (Regie: Steve Nicholls)
- 2003: Andalusien (erste NDR Naturfilmproduktion in HDTV, Regie Jan Haft)
- 2004: Wölfe! Zurück in Deutschland (erste Wildaufnahmen von Wölfen in Deutschland, Regie: Holger Vogt)
- 2004: Der Bärenmann (von und mit Andreas Kieling)
- 2004: Der Artenjäger vom Amazonas (Erste Aufnahmen vom Riesennabelschwein, Regie: Lothar Frenz)
- 2004: The White Diamond (Regie: Werner Herzog)
- 2005: Wilde Heimat (4 Folgen, Autor: Jörn Röver, Musik: Kolja Erdmann mit der NDR Radiophilharmonie Hannover, eine Co-Produktion von NDR Naturfilm mit WDR und ORF)
- 2006: Finnland – Bären, Elche, Riesenmarder (Regie: Oliver Goetzl, eine Co-Produktion von NDR Naturfilm mit BBC, National Geographic und Animal Planet)
- 2005: Die heiligen Tiere der Pharaonen (Regie: Michael Sutor)
- 2005: Die Ukraine (mit ESC-Gewinnerin Ruslana, Regie: Rainer Bergomaz)
- 2005: In den Tiefen des Amazonas (eine Co-Produktion von NDR Naturfilm mit BBC, Moderation: Florian Graner)
- 2006: Die Wiese (Regie: Jan Haft, eine Co-Produktion von NDR Naturfilm mit Arte und ORF)
- 2006: Abenteuer Yukon (3 Folgen von und mit Andreas Kieling, eine Co-Produktion von NDR Naturfilm mit ORF, Arte, National Geographic)
- 2006: Abenteuer Ozean (3 Folgen, Moderation: Thomas Behrend und Birgit Peters)
- 2006: Die größten Wasserfälle der Erde – Weltwunder Iguaçu (von Christian Baumeister, eine Co-Produktion von NDR Naturfilm mit BBC und ORF)
- 2007: Die Ostsee (2 Folgen, Regie Thomas Willers, eine Co-Produktion von NDR Naturfilm mit Arte)
- 2007: Abenteuer Nordsee (3 Folgen, Moderation: Florian Graner und Natalie Tesche-Riccardi)
- 2007: In den Tiefen des Pazifiks (2 Folgen, Moderation: Florian Graner, eine Co-Produktion von NDR Naturfilm mit BBC)
- 2008: Wilde Türkei (2 Folgen, Regie: Jan Haft, eine Co-Produktion von NDR Naturfilm mit Arte und ORF)
- 2008: Leopard, Seebär & Co (Zoo-Serie über den Tierpark Hagenbeck für die ARD)
- 2008: Knut und seine Freunde (Kinofilm, eine Co-Produktion mit der DOKfilm)
- 2008: Wildes Russland (7 Folgen, Serienautor Henry Mix, eine Co-Produktion von NDR Naturfilm mit WDR, National Geographic, Animal Planet, S4C, Channel One Russia)
- 2009: Mythos Wald (2 Folgen, Regie: Jan Haft, eine Co-Produktion von NDR Naturfilm mit Arte, ORF, WNET, National Geographic)
- 2009: Helgoland – Insel im Sturm (Regie: Robert Morgenstern)
- 2009: Bama, der Gorillamann (erste Aufnahmen von Cross-River Gorillas, Regie: Ernst Sasse)
- 2009: Das Grüne Band (Regie: Neil Rettig, eine Co-Produktion von NDR Naturfilm mit BBC, WDR, S4C, National Geographic, Animal Planet)
- 2009: Expedition Neuguinea (2 Folgen, Regie: Lothar Frenz, Moderation: Ulla Lohmann, eine Co-Produktion von NDR Naturfilm mit BBC)
- 2009: Sprinter der Ozeane (Regie: Rick Rosenthal, eine Co-Produktion von NDR Naturfilm mit WDR und National Geographic)
- 2010: Der Hof der wilden Tiere (Kinoadaptation der Looksfilm, eine Co-Produktion von NDR und WDR)
- 2010: Expedition Himalaja (3 Folgen, eine Co-Produktion von NDR Naturfilm mit BBC und National Geographic, Moderation: Henry Mix)
- 2010: Wildes Japan (2 Folgen, Regie: Jens Westphalen, Thoralf Grospitz, eine Co-Produktion von NDR Naturfilm mit Arte, ORF, National Geographic, Animal Planet)
- 2010: Serengeti (Kinofilm, eine Co-Produktion von NDR Naturfilm und Universum, Regie: Reinhard Radke, Sprecher: Hardy Krüger jr.)
- 2011: Russland – Im Reich der Tiger, Bären und Vulkane (Kinofilm, auch Autor, Sprecher: Siegfried Rauch)
- 2011: Wildes Skandinavien (7 Folgen, Regie: Jan Haft, Oliver Goetzl, Uwe Anders, Tobias Mennle, Heiko De Groot, eine Co-Produktion von NDR Naturfilm mit National Geographic, Animal Planet, S4C, ORF, Arte, SVT)
- 2011: Wildes Deutschland (fortlaufende Serie seit 2011, auch andere ARD-Anstalten)
- 2012: Das grüne Wunder – Unser Wald (Kinofilm, auch Co-Autor, Regie: Jan Haft, Sprecher: Benno Fürmann)
- 2012: Held aus dem Dschungelbuch – Der Lippenbär (Regie: Oliver Goetzl, eine Co-Produktion von NDR Naturfilm mit BBC, Arte, ORF, National Geographic)
- 2012: Jaguar (Regie: Christian Baumeister, eine Co-Produktion von NDR Naturfilm mit Arte, National Geographic, Terra Mater)
- 2012: Puma (Regie: Uwe Müller, eine Co-Produktion von NDR Naturfilm mit Arte, National Geographic, Terra Mater)
- 2013: Die Nordsee – Unser Meer (2014, auch Autor, Sprecher: Axel Prahl)
- 2013: Die Rückkehr der Raubtiere (2 Folgen, Regie: Holger Vogt, Moderation: Tim Berendonk)
- 2013: Wilder Rhein (2 Folgen, Regie: Jan Haft, eine Co-Produktion von NDR Naturfilm mit dem WDR)
- 2013: Mississippi (2 Folgen, eine Co-Produktion von NDR Naturfilm mit National Geographic)
- 2013: Geheime Welten (eine Co-Produktion von NDR Naturfilm mit BBC)
- 2014: Amazonia (Kinofilm von Thierry Ragobert, nur Autor der deutschen Fassung)
- 2014: Unbekannte Tiefen (2 Folgen, Regie: Florian Kopfmüller, eine Co-Produktion von NDR Naturfilm mit Arte und Terra Mater)
- 2014: Geheimnisse im Garten (2 Folgen, Regie: Jan Haft, eine Co-Produktion von NDR Naturfilm mit Arte und ORF)
- 2014: Mythos Kongo (3 Folgen, Regie: Thomas Behrend, eine Co-Produktion von NDR Naturfilm mit WDR, Arte, ORF, National Geographic)
- 2014: Der Große Kaukasus (Regie: Henry Mix, eine Co-Produktion von NDR Naturfilm mit WDR, Terra Mater, Channel One)
- 2015: Wildes Australien (5 Folgen, eine Co-Produktion von NDR Naturfilm mit Arte, Terra Mater, National Geographic)
- 2015: Planet Deutschland (Kinofilm, eine Co-Produktion der Doclights mit Gruppe 5)
- 2015: Atlantik (3 Folgen, eine Co-Produktion von NDR Naturfilm mit WDR und der BBC)
- 2015: Mythos Nil (2 Folgen, eine Co-Produktion von NDR Naturfilm mit WDR und Terra Mater)
- 2016: Amerikas Naturwunder (9 Folgen, eine Co-Produktion von NDR Naturfilm mit National Geographic US, Arte, ORF)
- 2016: Mythos Amur (2 Folgen, eine Co-Produktion von NDR Naturfilm mit WDR und Terra Mater)
- 2016/2017: Auf Leben und Tod (Englischer Titel „The Hunt“, Regie: Alastair Fothergill, 7 Folgen, eine Co-Produktion von NDR Naturfilm mit BBC, WDR, BR, BBC America)
- 2017: Wildes Neuseeland (3 Folgen, Regie: Robert Morgenstern, eine Co-Produktion von NDR Naturfilm mit BBC, Arte, ORF, National Geographic)
- 2017: Wildes Südafrika (4 Folgen, eine Co-Produktion von NDR Naturfilm mit BR, RBB, Terra Mater, National Geographic)
- 2017: Heinz Sielmann – Die Tierfilmlegende wird 100 (Regie: Michael Sutor)
- 2017: Äthiopiens wilde Wölfe (Regie: Yann Sochaczewski, eine Co-Produktion von Altay Film mit dem NDR Naturfilm für France 5, Terra Mater, YLE, SVT, NRK)
- 2017: Mythos Galapagos (2 Folgen, eine Co-Produktion von NDR Naturfilm mit RBB, Terra Mater, Curiosity Stream)

## Auszeichnungen (Auswahl)
Die von Jörn Röver verantworteten Filme wurden mit insgesamt über 300 Preisen auf nationalen und internationalen Filmfestivals ausgezeichnet, unter anderem mit dem Panda Award auf dem Wildscreen Festival in Bristol (2008, 2010 und 2012) und auf dem Jackson Hole Wildlife Film Festival in den USA (2009, 2011 und 2015). 2017 wurde die von ihm produzierte dreiteilige Serie „Wildes Neuseeland“ unter anderem für den Deutschen Kamerapreis und den amerikanischen Emmy Award nominiert.